# 투우사
투우사(鬪牛士, 스페인어: Torero 토레로[*], 스페인어: Matador 마타도르[*])는 투우를 하는 경기자이다. 스페인, 포르투갈 멕시코 등 투우를 하는 나라들에 있으며 투우 학교 등에서 일정한 교육을 받은 후 투우사가 된다. 투우 도중 큰 부상을 당하는 사례가 있기 때문에 위험한 직업으로 인식되고 있다.
투우사를 가리키는 torero(스페인어: [toˈɾeɾo]) 또는 toureiro(포르투갈어: [toˈɾɐjɾu])는 모두 라틴어 taurarius에서 유래했으며 투우사를 뜻하는 스페인어 및 포르투갈어 단어이며, 스페인, 포르투갈, 멕시코, 페루, 프랑스, 콜롬비아, 에콰도르, 베네수엘라 등 포르투갈과 스페인 문화의 영향을 받은 국가에서 실행되는 투우 활동에 참여하는 모든 선수를 나타낸다. 투우에서 주연을 맡은 수행원이자 수행원의 리더이며 마침내 황소를 죽인 사람은 마에스트로(마스터) 또는 공식적인 직함인 투우사 데 토로스(소 킬러)로 불린다. 측근의 다른 투우사들은 서브알테르노스(subalternos)라고 불리며 그들의 양복은 투우사의 금이 아닌 은으로 수놓아져 있다.
스포츠의 초기 역사부터 현재까지, 도보와 말을 타고 투우에 참여하는 여성의 수는 19세기 후반부터 꾸준히 증가했다. 일반적으로 토레로는 어린 황소(노빌로 또는 일부 라틴 아메리카 국가에서는 더 비공식적으로 바키야)와 싸우기 시작하며 노빌레로라고 불린다. 성숙한 황소의 싸움은 "얼터너티브"라고 불리는 특별한 경기 후에만 시작된다. 같은 투우에서 노빌레로(소년 투우사)는 투우사 데 토로스(투우사)로서 관중들에게 소개된다.

## 같이 보기
- 반텡